# Agonum impictum
Agonum impictum är en skalbaggsart som beskrevs av Thomas Casey. Agonum impictum ingår i släktet Agonum och familjen jordlöpare. Inga underarter finns listade i Catalogue of Life.